# Gremlins (serie animata)
Gremlins è una serie animata statunitense sviluppata da Erin Gibson e Nate Cash per Max e prodotta dalla Amblin Television e Warner Bros. Animation.
Le prime due stagioni sono state prodotte dalla Amblin Television e Warner Bros. Animation e distribuite in Nord America il 23 maggio 2023 sul servizio di streaming Max.

## Episodi
| Stagione         | Titolo originale      | Titolo italiano | Episodi | Prima TV USA | Prima TV Italia |
| ---------------- | --------------------- | --------------- | ------- | ------------ | --------------- |
| Prima stagione   | Secrets of the Mogwai |                 | 10      | 2023         |                 |
| Seconda stagione | The Wild Batch        |                 | 10      | 2024-2025    |                 |